# Abecedarium (Rechtsgeschichte)
Abecedarium (Mz. Abecedarien) nennt man die aus dem 14. und 15. Jahrhundert stammenden, meist alphabetisch geordneten Zusammenfassungen zunächst des römischen und kanonischen, hernach auch des deutschen Rechts (nach Sachsenspiegel, Schwabenspiegel, Meißener Rechtsbuch, Magdeburger Weichbildrecht usw.).